# Akira Sunset
Akira Sunset（アキラ サンセット、1979年1月19日 - ）は、日本の作詞家、作曲家、編曲家、ギタリスト、ボーカリスト。音楽ユニットSafariiのボーカル・ラップ、HighsidEのギター・ラップ。株式会社ホバーボード代表取締役。

## 略歴・人物
自身が所属する音楽ユニットSafariiで2007年にハワイにてデビュー。2008年、MASTERSIX FOUNDATIONよりメジャー・デビューを果たす。3rdシングル『この恋にさよなら』がYouTubeでの再生回数が850万回を突破。また、2012年後半からは自称「波乗り作詞・作曲家」と銘打ち、作詞、楽曲提供といった活動を始める。乃木坂46への提供楽曲「気づいたら片想い」「今、話したい誰かがいる」などが年間オリコンチャートTOP10入りを果たし、その後2017年には「いつかできるから今日できる」が自身として初のミリオンセラーとなる。
2017年3月、トラックメイカーのAPAZZIと音楽プロデュースユニット「THE SIGNALIGHTS （ザ・シグナライツ）」を結成した。

## 提供作品
欅坂46
- 「手を繋いで帰ろうか」（作曲・編曲）
- 「夕陽1/3」（作曲・編曲 / 山口隆志と共作曲 / 山口隆志、遠藤ナオキ、鈴木歌穂と共編曲）

郷ひろみ
- 「スキだから」（編曲 / 遠藤ナオキと共作）
- 「Stay together」（作詞・作曲 / ha-jと共作曲）
- 「MIRROR BALL FANTASY」（作曲・編曲 / 遠藤ナオキと共作）

剛力彩芽
- 「アサガオ」（作詞・作曲）

さんみゅ〜
- 「桜色プロミス」（作詞・作曲・編曲 / APAZZIと共作）

しなこ
- 「しなこワールド」（作曲）
- 「グミキュンプリンセス」（作曲）

大国男児
- 「24×7」（作詞・作曲）
- 「夢まであと…」（作詞・作曲）
- 「White Love」（作詞・作曲・編曲）

乃木坂46
- 「狼に口笛を」（作曲）
- 「海流の島よ」（作曲）
- 「そんなバカな…」（作曲・編曲）
- 「気づいたら片想い」（作曲）
- 「ダンケシェーン」（作曲・編曲 / C#と共作）
- 「私、起きる。」（作曲・編曲 / ZEROと共作）
- 「君は僕と会わないほうがよかったのかな」（作曲・編曲 / ha-jと共作）
- 「無表情」（作曲・編曲）
- 「別れ際、もっと好きになる」（作曲・編曲 / ha-jと共作）
- 「今、話したい誰かがいる」（作曲・編曲 / APAZZIと共作）
- 「ポピパッパパー」（作曲・編曲 / ha-jと共作）
- 「隙間」（作曲・編曲 / Carlos K.と共作）
- 「ハルジオンが咲く頃」（作曲・編曲 / APAZZIと共作）
- 「オフショアガール」（作曲・編曲 / ha-jと共作）
- 「2度目のキスから」（作曲・編曲 / APAZZIと共作）
- 「いつかできるから今日できる」（作曲・編曲 / 京田誠一と共作）
- 「日常」（作曲・編曲 / 野口大志と共作）
- 「のような存在」（作曲・編曲 / APAZZIと共作）
- 「1・2・3」（編曲 / APAZZIと共作）
- 「歳月の轍」（作曲 / APAZZIと共作）
- 「おひとりさま天国」（作曲 / 丸谷マナブ、ha-j、遠藤ナオキと共作）

遊助
- 「僕の魔法使い」（作曲・編曲）
- 「あの人と春夏秋冬」（作曲・編曲 / 遠藤ナオキと共作）

22/7
- 「人格崩壊」（作曲・編曲 / APAZZIと共作）

虹ヶ咲学園スクールアイドル同好会
- 「未来ハーモニー」（作曲・編曲 / ulalaと共作）

- 上原歩夢（大西亜玖璃）

-   - 「夢への一歩」（作詞・作曲）
  - 「開花宣言」（作詞・作曲）
  - 「Say Good-Bye 涙」（作詞・作曲）

AKB48グループ関連
- AKB48
  - 「進化してねえじゃん」（作曲）
  - 「ジャーバージャ」（作曲 / 遠藤ナオキと共作）
  - 「初恋ドア」（作曲・編曲 / 野口大志と共作）

- NMB48
  - 「道頓堀よ、泣かせてくれ!」（作曲）
  - 「僕以外の誰か」（作曲・編曲 / Carlos K.と共作）
  - 「永遠のメロディー」（作詞 / SoichiroKと共作）

- 渡辺麻友
  - 「正しい魔法の使い方」（作曲）

ArtiSTARs
- 「誰よりもI love you」（作詞・作曲・編曲 / ha-jと共作）
- 「Dear my special」（作曲・編曲 / ha-jと共作）

Che'Nelle
- 「Die For You」（作詞 / Che'Nelleと共作）

J☆Dee'Z
- 「ニャゴニャゴジャンケンのうた」（作詞・作曲 / ha-jと共作）

Keita feat. Ms.OOJA&SPICY CHOCOLATE
- 「I'll be There」（作詞 / Ms.OOJAと共作）

livetune adding 鬼龍院翔 from ゴールデンボンバー
- 「大好きなヒトだカラ」（作詞 / kzと共作）

LUHICA
- 「朝が来れば」（作曲）

Sweet Alley
•「人生はワンチャンだ」（作詞・作曲）
Thinking dogs
- 「3 times」（作曲）

Vimclip
- 「Sex You Up」（作詞）
- 「Lover? Friend feat.May J.」（作詞）
- 「Love For U」（作詞）
- 「My Generation feat.大野雄大、花村想太(Da-iCE)」（作詞）
- 「陽炎〜KAGEROU〜」（作詞）
- 「Beautiful」（作詞）

ラフ×ラフ
- 「100億点」（作曲 / 野口大志と共作）
- 「ちょっと闇落ち」（作曲 / APAZZIと共作）

Jhonatan
- 「Vamos」（作詞・作曲・編曲 / APAZZIと共作）